# Cobden (ort i Australien)
Cobden är en ort i Australien. Den ligger i kommunen Corangamite och delstaten Victoria, omkring 170 kilometer väster om delstatshuvudstaden Melbourne. Antalet invånare är 1 813.
Runt Cobden är det mycket glesbefolkat, med 5 invånare per kvadratkilometer.. Närmaste större samhälle är Camperdown, omkring 12 kilometer nordost om Cobden. 
Trakten runt Cobden består till största delen av jordbruksmark. Genomsnittlig årsnederbörd är 1 165 millimeter. Den regnigaste månaden är juni, med i genomsnitt 167 mm nederbörd, och den torraste är februari, med 32 mm nederbörd.